# Kupa e Shqipërisë 1999-2000
La Coppa d'Albania 1999-2000 è stata la 48ª edizione della competizione. Il torneo è cominciato il 21 agosto 1999 ed è terminato il 6 maggio 2000. La squadra vincitrice si qualifica per il primo turno della Coppa UEFA 2000-2001. Il Teuta ha vinto il trofeo per la seconda volta.

## Sedicesimi di finale
Le partite di andata si sono giocate il 21 agosto 1999, quelle di ritorno il 28 agosto.
| Squadra 1        | Totale | Squadra 2         | Andata | Ritorno |
| ---------------- | ------ | ----------------- | ------ | ------- |
| Albanët          | 1-4    | Partizani Tirana  | 1-1    | 0-3     |
| Albpetrol        | 3-14   | Lushnja           | 3-6    | 0-8     |
| Besëlidhja       | 2-4    | Besa Kavajë       | 2-0    | 0-4     |
| Delvina          | 1-5    | Bylis Ballsh      | 0-4    | 1-1     |
| Plugu            | 3-8    | Teuta             | 2-4    | 1-4     |
| Ilir Viking      | 1-4    | Shkumbini         | 1-1    | 0-3     |
| Kastrioti        | 0-5    | Tirana            | 0-3    | 0-2     |
| Kukësi           | 5-2    | Laçi              | 3-0    | 2-2     |
| Naftetari Kucove | 0-9    | Tomori            | 0-3    | 0-6     |
| Memaliaj         | 2-9    | Luftëtari         | 0-4    | 2-5     |
| Porto            | 0-4(a) | Dinamo Tirana     | 0-2(a) | 0-2(a)  |
| Pogradeci        | 1–2    | Elbasani          | 0-0    | 1-2     |
| Egnatia          | 2-12   | Flamurtari Valona | 2-6    | 0-6     |
| Sopoti           | 1-10   | Skënderbeu        | 1-5    | 0-5     |
| Tepelena         | 1-6    | Apolonia Fier     | 1-3    | 0-3     |
| Shkodra          | 0-5    | Vllaznia          | 0-2(a) | 0-3     |

## Ottavi di finale
Le partite di andata si sono giocate il 22 gennaio 2000, quelle di ritorno il 29 gennaio.
| Squadra 1         | Totale    | Squadra 2     | Andata | Ritorno |
| ----------------- | --------- | ------------- | ------ | ------- |
| Skënderbeu        | 1-3       | Bylis Ballsh  | 1-0    | 0-3     |
| Partizani Tirana  | 1-4       | Shkumbini     | 0-2(a) | 1-2     |
| Besa Kavajë       | 2-3       | Lushnja       | 1-2    | 1-1     |
| Flamurtari Valona | 1-4       | Teuta         | 1-1    | 0-3     |
| Luftëtari         | 1-1(2-4p) | Tomori        | 1-0    | 0-1     |
| Apolonia Fier     | 1-3       | Vllaznia      | 1-0    | 0-3     |
| Elbasani          | 1-5       | Dinamo Tirana | 1-2    | 0-3     |
| Kukësi            | 2-8       | Tirana        | 1-1    | 1-7     |

## Quarti di finale
Le partite di andata si sono giocate il 3 febbraio 2000, quelle di ritorno il 13 febbraio.
| Squadra 1     | Totale    | Squadra 2    | Andata | Ritorno |
| ------------- | --------- | ------------ | ------ | ------- |
| Dinamo Tirana | 2-1       | Tomori       | 2-0    | 0-1     |
| Shkumbini     | 2-2(4-3p) | Vllaznia     | 1-1    | 1-1     |
| Lushnja       | 1-1       | Bylis Ballsh | 0-0    | 1-1     |
| Teuta         | 0-0(4-3p) | Tirana       | 0-0    | 0-0     |

## Semifinali
Le partite di andata si sono giocate il 12 aprile 2000, quelle di ritorno il 19 aprile.
| Squadra 1 | Totale    | Squadra 2     | Andata | Ritorno |
| --------- | --------- | ------------- | ------ | ------- |
| Teuta     | 2-2       | Dinamo Tirana | 0-1    | 2-1     |
| Shkumbini | 3-3(1-3p) | Lushnja       | 3-0    | 0-3     |

## Finale
| Tirana 6 maggio 2000, ore 18:00 UTC+1        | Teuta                | 0 – 0 | Lushnja | Qemal Stafa Stadium (3,000 spett.) |
| \| \| \| \| \| \| Tiri di rigore 5 – 4 \| \| |                      |       |         |                                    |
|                                              |                      |       |         |                                    |
|                                              | Tiri di rigore 5 – 4 |       |         |                                    |